# Parafia św. Antoniego z Padwy w Proszkowie
Parafia św. Antoniego z Padwy w Proszkowie (biał. Парафія Святога Антонія Падуанскага у Прошкавe) – parafia rzymskokatolicka w Proszkowie. Należy do dekanatu głębockiego diecezji witebskiej.

## Historia
Kościół parafialny został wzniesiony w końcu XIX w. W czasach sowieckich był zamknięty i opuszczony. W latach 90. XX w. został zwrócony wiernym i odrestaurowany. 

## Obecnie
W parafii działa wspólnota Żywego Różańca, praktykowana jest „duchowa adopcja”.
Cmentarz parafialny znajduje się w Proszkowie, 500 m od kościoła.

## Obszar
Na terenie parafii leżą miejscowości: Proszkowo, Jurkowo, Grochowie, Prudowie

## Źródła
- Parafia w Proszkowie na stronie internetowej catholicvitebsk.by. catholicvitebsk.by. [zarchiwizowane z tego adresu (2017-11-22)].